# Costum de protecție anticaloric

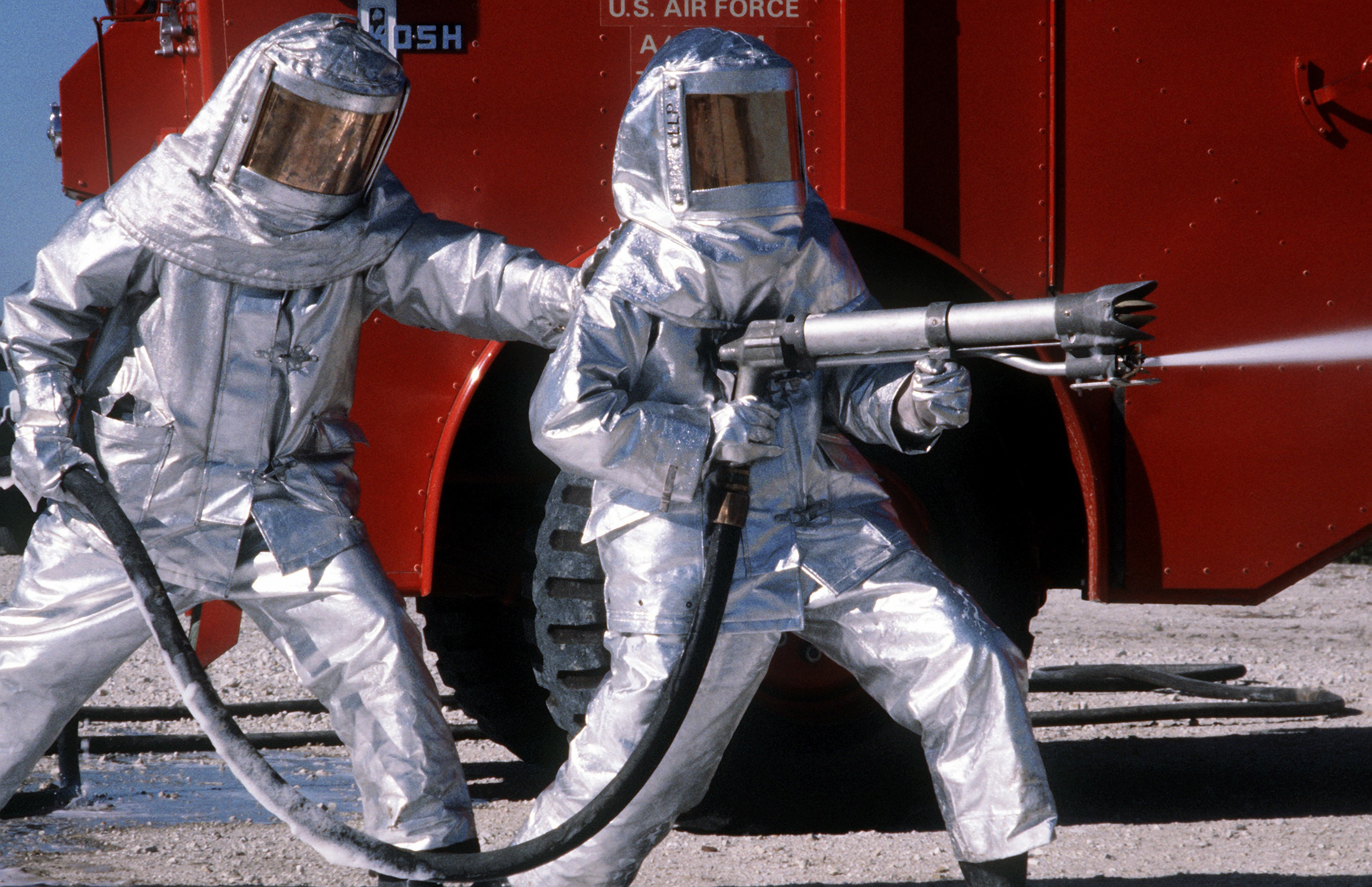
Costum de protecţie anticalorică purtat de către pompieri ai U.S.A.F

Costumul de protecție anticalorică este un echipament de protecție individual care asigura protecția pompierilor la incendii în condițiile de lucru impuse de vecinătatea surselor foarte intense de căldură radiantă și de către contactul accidental cu flăcările sa  temperaturile de 250 °C. Este confecționat din pânză de azbest aluminizată, căptușită cu pânză de bumbac rezistentă la acțiunile mecanice.

## Clasificare
.

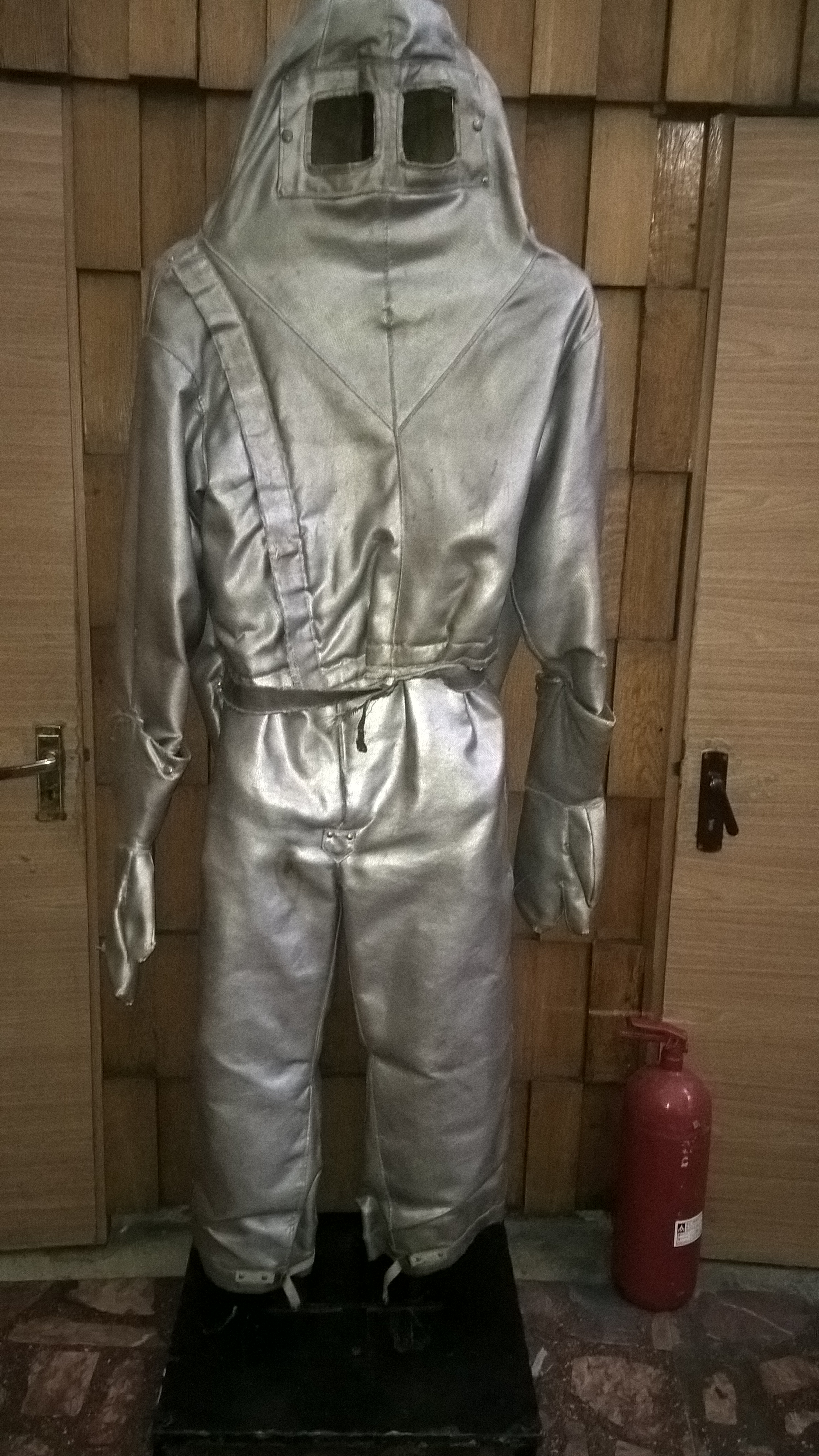
Costum de protcție aluminizat complet expus la Muzeul Pompierilor București

În raport de destinație, costumele de protecție anticalorică sunt de tip:
- apropiere normal (A.N.);
- pătrundere normal (P.N.);
- apropiere ușor (A.U.);
- pătrundere greu (P.G.).

### Costumul de apropiere normal
Este cel mai uzual dintre costume și este folosit la intervenții de stingerea incendiilor la rezervoare de carburanți, sau alte incendii de proporții mai mari
Se compune din următoarele parți:
- bluză strânsa pe talie cu șicană de etanșare;
- pantaloni cu burduf lateral și bretele reglabile;
- glugă detașabilă cu cască interioară și vizor duplex antisol;
- mănuși cu un singur deget;
- cizme scurte de protecție cu dubluri interioare din pâslă.

Greutatea totala a costumului este de cca 7 kg.

## Utilizare
- pompierii profesioniști  le utilizează la stingerea incendiilor de rezervoare cu combustibil lichid unde sunt temperaturi foarte mari sau rezervoare de gaze ;
- o parte din piloții militari și personalul navigant al aviației poartă costume de zbor pentru protecție la incendii.

Echiparea și dotarea cu costum de protecție se prevede de către proiectanți, conducători de instituții sau agenți economici de la ca la caz, în conformitate cu normele de dotare privind protecția muncii